# الكسندر يونغ
الكسندر يونغ (بالإنجليزية: James Alexander Young) هو طبيب أسنان وسياسي نيوزلندي، ولد في 23 مارس 1875 في أوكلاند في نيوزيلندا، وتوفي في 17 أبريل 1956. انتخب عضو مجلس النواب نيوزيلندا.